# Athyrma
Athyrma is een geslacht van vlinders van de familie spinneruilen (Erebidae).

## Soorten
- A. adjutrix Stoll, 1780
- A. anguliplaga Walker, 1865
- A. bubo Hübner, 1832
- A. cordigera Walker, 1869
- A. cunesema Hampson, 1926
- A. discimacula Hampson, 1926
- A. eupepla Prout, 1924
- A. ganglio Hübner, 1825
- A. heterographa Hampson, 1912
- A. hieroglyphica Swinhoe, 1902
- A. javanica Roepke, 1941
- A. misera Butler, 1879
- A. mixosema Prout, 1928
- A. mutilata Berg, 1966
- A. orbana Möschler, 1880
- A. paucimacula Roepke, 1941
- A. perficiens Walker, 1858
- A. pratti Bethune-Baker, 1906
- A. ptocha Prout, 1925

- A. pulcherrima Butler, 1892
- A. resecta Dognin, 1912
- A. rhynchophora Prout, 1924
- A. rufiscripta Hampson, 1926
- A. saalmulleri Mabille, 1881
- A. simplex Roepke, 1951
- A. spilota Joicey & Talbot, 1917
- A. subpunctata Bethune-Baker, 1906
- A. tepescens Walker, 1858
- A. triangulifera Draudt, 1950
- A. tuberosa Felder, 1874
- A. uloptera Prout, 1925